# 市野川容孝
市野川 容孝（いちのかわ やすたか、1964年3月5日 - ）は、日本の社会学者、東京大学大学院総合文化研究科教授。専門は医療社会学、生命倫理学。

## 経歴
東京都出身。佼成学園高等学校卒、1987年東京大学文学部社会学科卒業後、1993年同大学院社会学研究科博士課程単位取得退学。
明治学院大学社会学部講師を経て、1998年より東京大学大学院総合文化研究科助教授、2007年准教授、2009年教授。

## 著書

### 単著
- 『身体／生命』（岩波書店、2000年）
- 『社会』（岩波書店 2006年）
- 『社会学』（岩波書店 2012年）

### 共著
- （米本昌平・松原洋子・ぬで島次郎）『優生学と人間社会――生命科学の世紀はどこへ向かうのか』（講談社［講談社現代新書］、2000年）
- （小森陽一・守中高明・米谷匡史）『変成する思考――グローバル・ファシズムに抗して』（岩波書店、2005年）
- （小森陽一）『難民』（岩波書店, 2007年）

### 編著
- 『生命倫理とは何か』（平凡社、2002年）
- 『身体をめぐるレッスン（4）交錯する身体』（岩波書店, 2007年）
- 『労働と思想』市野川容孝,渋谷望編著　本橋哲也,植村邦彦,斎藤幸平,佐々木隆治,溝口大助, 明石英人,松本卓也,永野潤,大貫隆史,河野真太郎,宮﨑裕助, 前川真行,山本圭,隅田聡一郎,西亮太, 鈴木宗徳,伊豫谷登士翁,清水知子（堀之内出版、2015年）

### 共編著
- （廣野喜幸・林真理）『生命科学の近現代史』（勁草書房、2002年）
- （見田宗介・内田隆三）『「身体」は何を語るのか』（サイエンス社、2003年）
- （金泰昌）『公共哲学（19）健康・医療から考える公共性』（東京大学出版会、2006年）
- （小森陽一）『壊れゆく世界と時代の課題』（岩波書店、2009年）